# دودوک تمنیک
دودوک تمنیک (نام علمی: Cursorius temminckii) نام یک گونه از تیره چلچله‌بیابانیان است.